# 世界原子力大学
世界原子力大学（せかいげんしりょくだいがく、英語: World Nuclear University, WNU)とは、アイゼンハワー大統領主導による「原子力の平和利用」50周年を記念して、2003年に設立された教育に関するパートナーシップである。
WNUは「持続可能な発展のためのパートナーシップ」として、国連の持続可能な発展委員会（the UN Commission on Sustainable Development (CSD)）から認められている。
WNUは世界原子力協会と国際原子力機関によって運営され、非営利団体として世界中でプログラムを実施しており、2011年9月現在、2200以上もの原子力専門家および学生が、
60 以上の国から WNU プログラムに参加している。これらのプログラムの多数は、既に原子力業界における勤務経験をもつ人を対象としており、原子力技術の平和利用への強化を意図しているものである。また、その内容は、リーダーシップ技術の構築や原子力平和利用における重要な問題への広範な展望の提供へ焦点を当てている。